# رن چیان
رن چیان (چینی: 任茜؛ زادهٔ ۲۰ فوریهٔ ۲۰۰۱) شیرجه‌رو اهل چین است.
وی در مسابقات کشوری و بین‌المللی در مجموع برندهٔ ۳ مدال طلا، ۱ مدال نقره، ۱ مدال برنز شده‌است.